# Laelia silvicola
Laelia silvicola är en fjärilsart som beskrevs av Schultze 1934. Laelia silvicola ingår i släktet Laelia och familjen tofsspinnare. Inga underarter finns listade i Catalogue of Life.